# Asemesthes nigristernus
Asemesthes nigristernus là một loài nhện trong họ Gnaphosidae. Loài này săn mồi ban đêm trong khi ban ngày thì ẩn mình dưới các tảng đá và lá cây. Cơ thể chúng có hình oval, hẹp và chỉa về phia sau.
Loài này thuộc chi Asemesthes. Asemesthes nigristernus được Raymond Comte de Dalmas miêu tả năm 1921.